# Lygeum
Lygeum es un género de plantas herbáceas perteneciente a la familia de las poáceas. Es originaria de la región del Mediterráneo.

## Especies deLygeum
Tiene 7 especies:
- Lygeum apiculatum
- Lygeum insulare
- Lygeum loscosii
- Lygeum murcicum
- Lygeum spartum  L. "albardín"
- Lygeum spathaceum
- Lygeum tenax